# Eratoneura parallela
Eratoneura parallela är en insektsart som först beskrevs av Mcatee 1924.  Eratoneura parallela ingår i släktet Eratoneura och familjen dvärgstritar. Inga underarter finns listade i Catalogue of Life.